# Cleome violacea
Cleome violacea är en paradisblomsterväxtart som beskrevs av Carl von Linné. Cleome violacea ingår i släktet paradisblomstersläktet, och familjen paradisblomsterväxter. Inga underarter finns listade i Catalogue of Life.